# 睿恭皇后
睿恭皇后張氏（？—？），後周信祖郭璟妻。
張氏事跡不詳，只知她嫁與後周信祖及生後周僖祖郭諶。廣順元年（951年）五月，後周太祖郭威即位，追尊張氏諡號為睿恭皇后。